# Naziemek żółtopomarańczowy

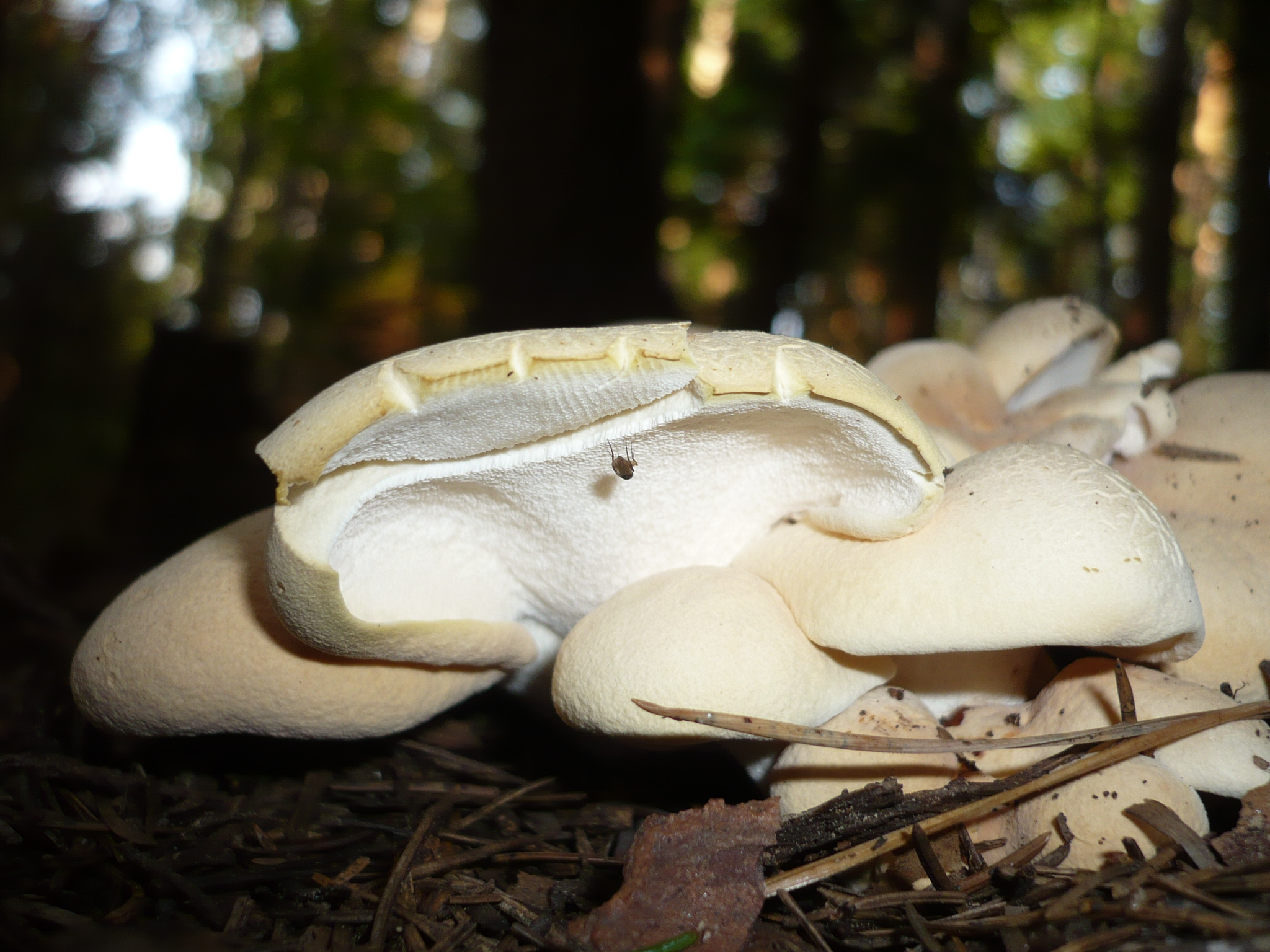

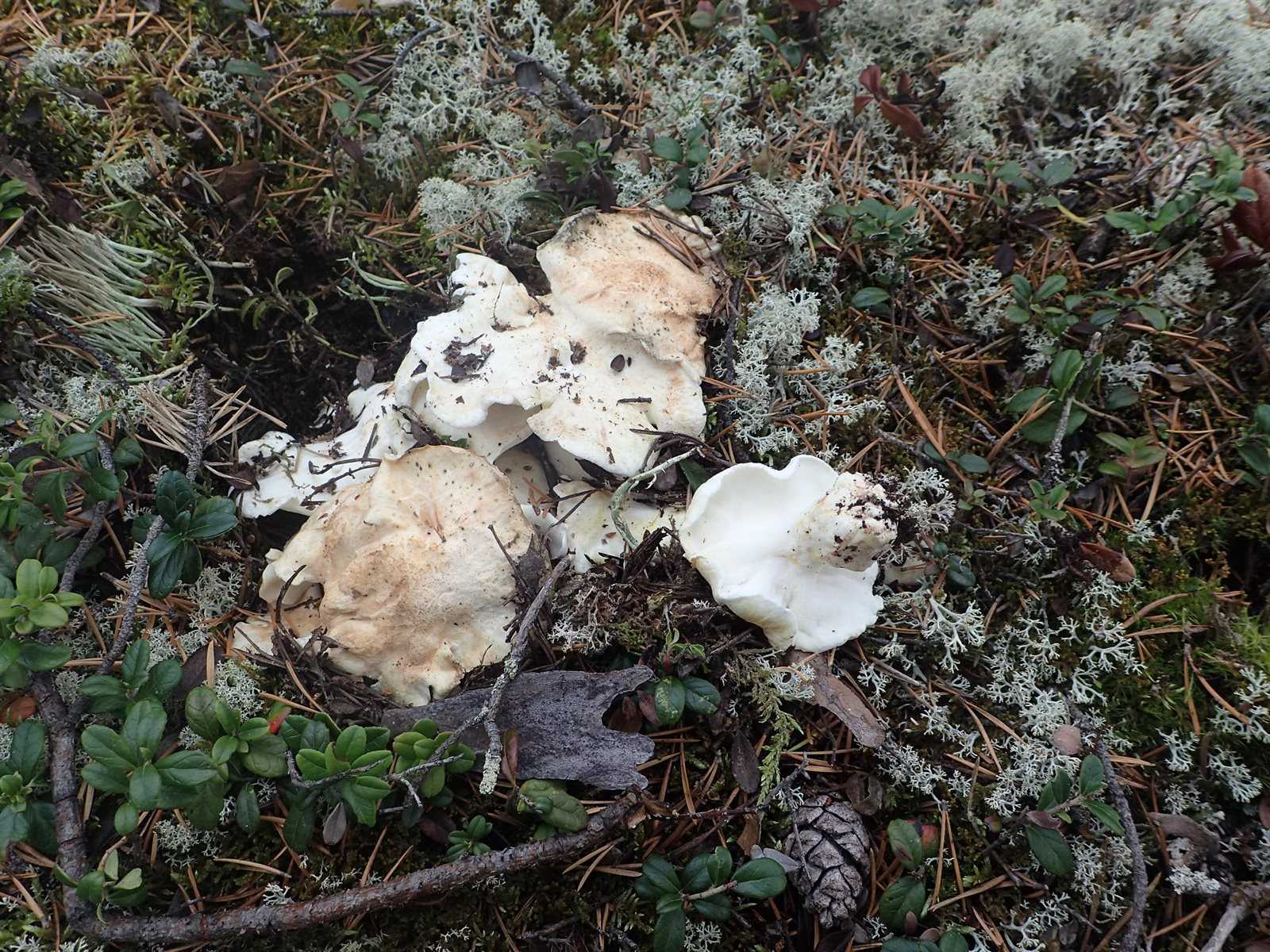

Naziemek żółtopomarańczowy (Albatrellus subrubescens (Murrill) Pouzar) – gatunek grzybów z rodziny naziemkowatych (Albatrellaceae).

## Systematyka i nazewnictwo
Pozycja w klasyfikacji według Index Fungorum: Albatrellus, Albatrellaceae, Russulales, Incertae sedis, Agaricomycetes, Agaricomycotina, Basidiomycota, Fungi
Po raz pierwszy opisał go w 1940 r. William Alphonso Murrill, nadając mu nazwę Scutiger subrubescens. Obecną nazwę nadał mu Zdeněk Pouzar w 1972 roku. Synonimy:
- Albatrellus ovinus var. subrubescens (Murrill) Krieglst. 2000
- Polyporus subrubescens (Murrill) Murrill 1947
- Scutiger ovinus var. subrubescens (Murrill) Krieglst. 1992
- Scutiger subrubescens Murrill 1940

W 1983 r. Barbara Gumińska i Władysław Wojewoda nadali mu polską nazwę bielaczek czerwonawy, w 2003 r. W. Wojewoda uznał ją za niewłaściwą i zmienił ją na naziemek żółtopomarańczowy.

## Morfologia
Kapelusz
Średnica 6–14,5 cm, początkowo wypukły z podwiniętym brzegiem, z wiekiem spłaszczającym się. Brzeg kapelusza może być pofalowany lub płaski. Powierzchnia kapelusza u młodych okazów jest gładka, ale wkrótce pokryta przylegającymi łuskowatymi plamami, które u starszych okazów mogą przekształcić się w łuski. Początkowo kapelusz ma biały brzeg i brązowofioletowy środek z łuskowatymi plamami, później na środku staje się pomarańczowobrązowy lub ochrowobrązowy. Po stłuczeniu przybiera żółtawą barwę.
Hymenofor
Rurki na powierzchni porów (spód kapelusza) mają około 2,5–3 mm długości i zbiegają na trzon. Pory są małe, w liczbie około 2–3 na milimetr. Początkowo są zielonkawobiałe, ale później stają się ciemnobrązowe; eksykaty mogą mieć pory zabarwione na zielono.
Trzon
Centralny, ekscentryczny (oddalony od środka) lub rzadko boczny (przytwierdzony do krawędzi kapelusza). Wysokość 1,6–7 cm, grubość do 2 cm, kształt cylindryczny, nieregularny, a jego podstawa może być nieco spiczasta lub bulwiasta. Powierzchnia początkowo biała, później z pomarańczowofioletowymi plamami, jeszcze później z brązowawopomarańczowymi plamami, a u starych okazów może być brązowawo-ceglastoczerwona.
Miąższ
Zapach słaby, przyjemny, smak od lekko do wyraźnie gorzkiego.
Cechy mikroskopowe
Zarodniki 3,4–4,7 × 2,2–3,4 μm, elipsoidalne do jajowatych, w odczynniku Melzera amyloidalne, większość z pojedynczą, dużą gutulą. Podstawki 12–16 × 5,7–7,7 μm, maczugowate z czterema cienkimi, lekko zakrzywionymi sterygmami o długości 3,4–4,3 μm. System strzępkowy monomityczny, strzępki o długości 3,5–30 μm (najczęściej 6–17 μm), cienkościenne (do 1 μm grubości), szkliste. Są amyloidalne, ale u niektórych wewnętrzna zawartość ma zabarwienie blado niebieskoszare do czarnego, co sprawia, że pod mikroskopem wydają się w masie szaroczarne. W hymenium brak cystyd. W kontekście w rozproszeniu występują szerokie i cienkościenne strzępki gleocystydialne z refrakcyjną zawartością.

## Zasięg występowania i siedlisko
Występuje głównie w Ameryce Północnej i Europie, jedno stanowisko podano także w Azji Południowej. W Polsce gatunek rzadki. W 2003 r. W. Wojewoda przytoczył 3 stanowiska, w 2007 i 2018 r. podano następne. Znajduje się na Czerwonej liście roślin i grzybów Polski. Ma status E – wymierające – krytycznie zagrożone – gatunek zagrożony wymarciem, którego przeżycie jest mało prawdopodobne, jeśli nadal będą działać czynniki zagrożenia.
Grzyb naziemny, saprotrof, ale podejrzewa się, że może być grzybem mykoryzowym żyjącym w symbiozie z sosnami dwu- i trójigłowymi. J. Ginns podał, że w Kalifornii napotkał kilka kęp owocników w lesie wyłącznie z takimi sosnami. Preferuje wzrost w lasach sosnowych, ale czasami w Europie występuje także w towarzystwie jodły pospolitej; owocniki związane z tym ostatnim gatunkiem drzew są zazwyczaj mniej wytrzymałe niż te rosnące z sosną. Zwykle owocniki są pojedyncze, ale czasami kilka (zwykle od dwóch do ośmiu) jest zrośniętych ze sobą podstawami trzonów lub bokami kapeluszy. W Polsce owocniki pojawiają się głównie od września do października.

## Znaczenie
Ze względu na gorzkawy lub wyraźnie gorzki smak uważany jest za grzyb niejadalny, a nawet lekko trujący; powoduje dolegliwości żołądkowo-jelitowe, które zwykle ustępują po jednej do czterech godzin od spożycia. Jednak niektórzy autorzy w Finlandii uważają go za grzyb jadalny (po odpowiednim przygotowaniu). Grzybów rzadkich nie powinno się jednak zbierać w celach kulinarnych.
Zawiera bioaktywny związek scutigeral, który ma działanie antybiotyczne. Związek ten występuje również u spokrewnionego z nim naziemka białawego (Albatrellus ovinus). Może być przyczyną toksyczności grzyba, zaburza bowiem florę jelitową organizmu.